# 올림픽역도경기장
올림픽역도경기장 또는 우리금융아트홀은 대한민국의 극장이다. 서울올림픽공원 내에 있으며, 서울올림픽 올림픽 제3체육관이었던 역도경기장을 2008년 1월에 리모델링 공사를 시작하여 2009년 11월에 지상4층 규모로 송파구에서 샤롯데씨어터 이후 두 번째로 개관한 뮤지컬 전용극장이다.
총 공사비는 157억원으로 그중 우리금융그룹이 30억원을 후원을 해 20년간의 명칭사용권을 얻어 사용중이다.

## 규모
- 객석수 : 총 1184석 (1층 832석(휠체어석 12석 포함), 2층 352석)
- 무대 : 폭 15.8m, 깊이 13.3m, 높이 8.7m, 전체 폭 47m
- 음향 : 서라운드 시스템, 영상자막기